# Budmerice
Budmerice es un municipio del distrito de Pezinok en la región de Bratislava, Eslovaquia, con una población estimada a final del año 2024 de 2494 habitantes.
Se encuentra ubicado al este de la región, en el valle del río Morava y cerca de la frontera con la región de Trnava y con Austria.

## Demografía
| Año        | 1994 | 2004     | 2014     | 2024    |
| ---------- | ---- | -------- | -------- | ------- |
| Población  | 1866 | 2095     | 2356     | 2494    |
| Diferencia |      | +12,27 % | +12,45 % | +5,85 % |

| Año        | 2023 | 2024    |
| ---------- | ---- | ------- |
| Población  | 2483 | 2494    |
| Diferencia |      | +0,44 % |